# Pliego (filatelia)

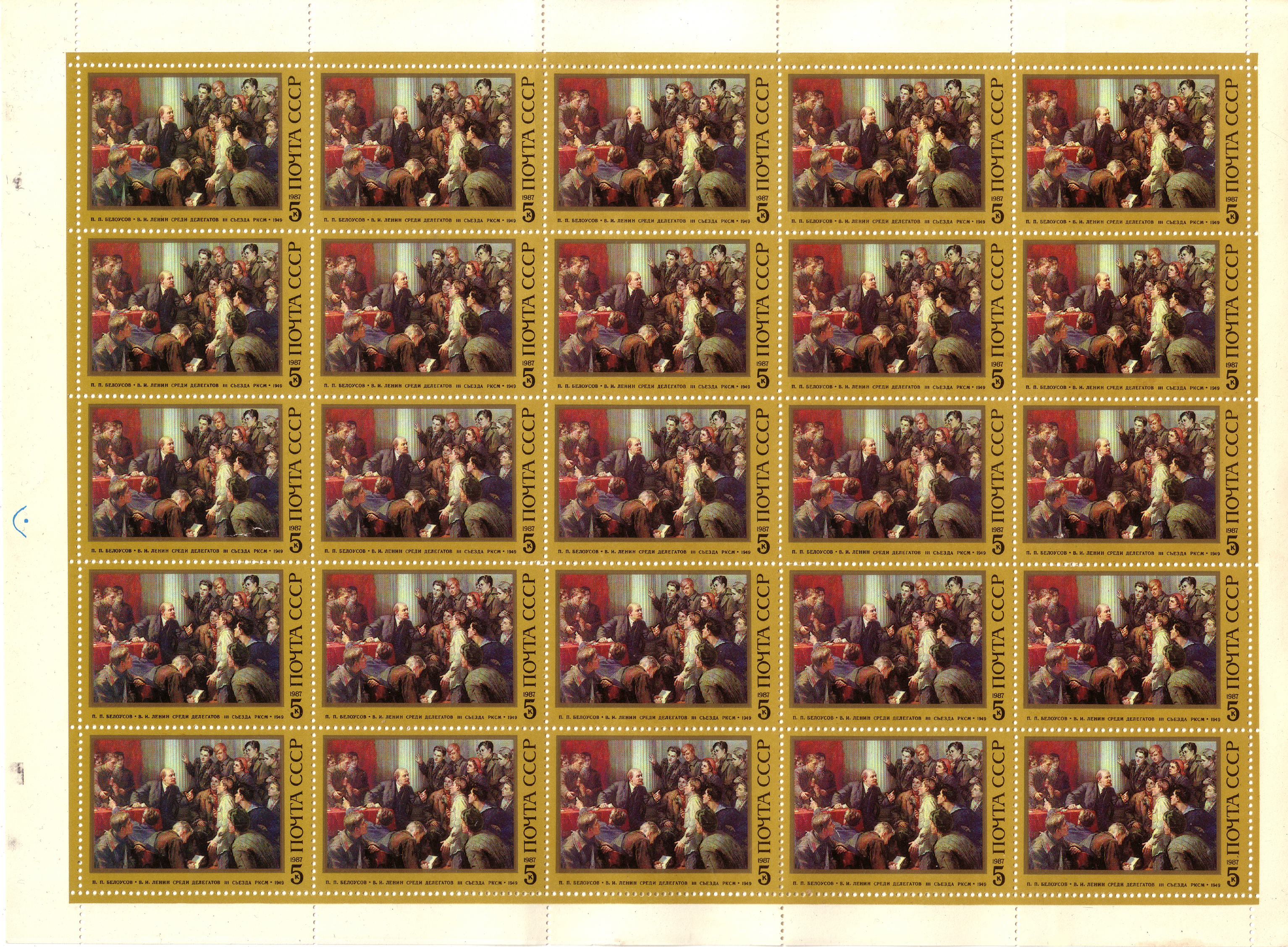
Pliego de la URSS (1967). Vladímir Lenin (“Leniniana”)

Pliego (pliego comercial o pliego de estampillas, llamado también Hoja) en filatelia es la parte tipográfica con las estampillas impresas, a la que se corta en la casa editorial antes de transferir a la administración postal. A veces los pliegos de estampillas coinciden en el tamaño con los pliegos tipográficos. Los pliegos de estampillas de este tamaño a más conveniente transporte, almacenaje, adecuados a los propósitos de los correos.

## Descripción de los elementos del pliego
Los pliegos de estampillas contienen de 25 a 400 sellos dependiendo del valor de la estampilla, tamaño del papel y dimensiones de la impresora.
En el siglo XIX (período clásico) los pliegos tipograficos de estampillas eran frecuentemente iguales al pliego de estampillas, además el número de sellos postales en el pliego en los diferentes países por ende, como regla, los siguientes:
| País         | Sellos por pliego | diagrama de distribución de los sellos |
| ------------ | ----------------- | -------------------------------------- |
| Austria      | 60                |                                        |
| Gran Bretaña | 240               | 20 filas de 12 estampillas             |
| Francia      | 300               |                                        |

## El valor facial
Las dimensiones del pliego de estampillas (determinadas por la geometría) debe distinguirse el valor del pliego de estampilas, que está determinado por el número de sellos (o estampillas) en la Ger. desde el punto de vista formal el pliego de estampillas de mínimo valor aparece como block souvenir de un sello. El pliego de estampillas de valor máximo, habido, fue emitido en el Reino Unido en 1870: comprendiendo 480 sellos.

## Cantidad de estampillas
Número de sellos postales que ocupan el área básica del pliego. La ubicación de la estampilla en el pliego se determina, contando de izquierda a derecha de arriba hacia abajo. Para conocer el lugar de la estampilla específica es necesario durante la detección de la variedad.

## Registro de impresión, etc
El campo (selvage) que bordea los extremos del pliego. En este sector del pliego de estampillas frecuentemente contiene antecedentes técnico-postales (se indica el costo por pliego para facilitar el cálculo de las venats en os correos; se indica la cantidad de sellos en el pliego), detalle tipográfico-técnicos (se indica el número de orden, fecha de emisión, el nombre de la serie, casa emisora o compañía poligráfica, método de impresión, la escala de colores, grises), avisaje o textos postales o vignette.

## Formas de los pliegos de estampillas

### Pliego mayor
Los pliegos, que contienen una cantidad de estampillas, se denominan pliegos grandes de estampillas, generalmente sobre 100. a veces los filatelistas entienden por este tipo, los que puestos en el comercio en los correos sin cortar en partes individuales y que consisten de cuadritos (véase también El plieguito).

### Minipliego
Minipliego (del inglés: miniature sheet) o en alemán: Kleinbogen es el pliego de sellos postales de menor tamaño. En contraste al pliego (grande), en el minipliego una cantidad reducida de estampillas - de 3-4 a 10-16 (en casos especiales y más). En el plieguito puede haber estampillas idénticas por motivo y valor facial como también variados en valores y motivos.

### El pliego decorativo
Los pliegos de estampillas con formulación decorativo-artística pour on así llamados pliegos decorativos. Los pliegos decorativos a menudo adquieren la forma del minipliego.

### El pliego de estampillas conbandeletas
Las bandeletas pueden imprimirse en el pliego filatélico junto con las estampillas en lugar de las estampillas aparte. Tales pliegos se llaman pliegos de sellos postales con bandeletas.

### Pliegos de estampillas con imágenes diferentes
En el mismo pliego se puede imprimir el mismo o diferente motivo, diferentes valores y diferentes colores. Tales pliegos se llaman the pliegos de estampillas con diferentes motivos y se ubican en colecciones filatélicas especializadas tanto en la forma de fragmentos separados y completos, dependiendo de la ubicación reciproca de las estampillas.

## El coleccionismo de pliegos de estampillas
- Esta sección no ha sido [editada].

Usted puede ayudar con este proyecto, after correcting and after supplementing him.

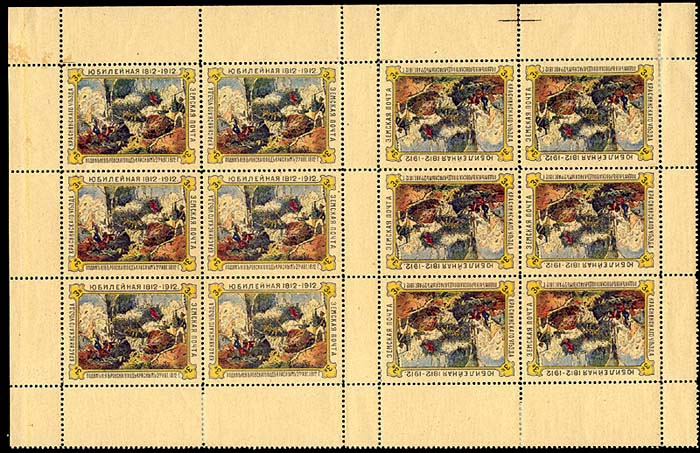
Pliego de sellos zemstvo, Uyezd de Krasnyi, Gobernación de Smolensk, Imperio ruso (1912), con interpanel o "gutter"